# David Grisman Quintet
David Grisman Quintet je americká bluegrassová hudební skupina, jejímž frontmanem je David Grisman. Skupina vznikla v roce 1975 a v pozměněném složení existuje dodnes.

## Diskografie
- The David Grisman Quintet (1977)
- Hot Dawg (1978)
- Quintet '80 (1980)
- Mondo Mando (1981)
- Dawg '90 (1990)
- Dawgwood (1993)
- Dawganova (1995)
- DGQ-20 (1996)
- Dawgnation (2002)
- Dawg's Groove (2006)